# نقره کلرید
نقره کلرید  واکنش عمر مدلی (به انگلیسی: Silver chloride) یک ترکیب شیمیایی است و فرمول آن AgCl می‌باشد. این بلور سفید برای حلالیت پایینش در آب شناخته شده‌است (این رفتار در کلرید Tl+ و Pb۲+ نیز دیده می‌شود). در برابر نور و گرما، کلرید نقره به نقره و کلر تجزیه می‌شود که در برخی نمونه‌ها با دگرگونی رنگ نمونه به خاکستری یا بنفش این تغییر آشکار می‌شود. AgCl به صورت طبیعی در کانی کلورآرژیریت یافت می‌شود.

## پیدایش
کلرید نقره به آسانی از ترکیب محلول آبی نیترات نقره و کلرید سدیم ایجاد می‌شود:
AgNO۳(aq) + NaCl(aq) → AgCl(s) + NaNO۳(aq)

## کاربرد
- الکترود کلرید نقره از الکترودهای پرکاربرد در الکتروشیمی است.
- از این ماده معمولاً در شیشه‌های فتوکرومیک استفاده می‌شود. برای این هدف باید از ویژگی برگشت‌پذیر بودن دگرگونی کلرید نقره به فلز نقره بهره برد.
- از کلرید نقره به عنوان پادزهر مسمومیت‌های ناشی از جیوه استفاده می‌شود و این ماده کمک می‌کند تا جیوه زدوده شود.
- از کلرید نقره برای ایجاد رنگ‌های زرد، کهربایی و سایه‌های قهوه‌ای در تولید شیشه‌های رنگی استفاده می‌شود.
- کلرید نقره در لوازم باندپیچی و محصولات کاربردی برای بهبود زخم کاربرد دارد.
- از کلرید نقره در برخی فرآوری‌های بوبر بدن به عنوان ضد میکروب استفاده می‌شود.